# Saint-Bazile-de-la-Roche
Saint-Bazile-de-la-Roche – miejscowość i dawna gmina we Francji, w regionie Nowa Akwitania, w departamencie Corrèze. W 2013 roku populacja gminy wynosiła 126 mieszkańców. 
W dniu 1 stycznia 2017 roku z połączenia dwóch ówczesnych gmin – Argentat oraz Saint-Bazile-de-la-Roche – utworzono nową gminę Argentat-sur-Dordogne. Siedzibą gminy została miejscowość Argentat. 